# Калапуйя
Калапуйя, Kalapuya, Calapooia, Calapuya, Calapooya, Kalapooia, Kalapooya - плем'я індіанців Північно-західного узбережжя США. Більшість калапуйя в даний час проживають в резервації Конфедерації племен общини Гранд-Ронд в штаті Орегон. Традиційні землі калапуйя перебували на території заходу сучасного американського штату Орегон, від Каскадних гір на сході і до прибережного гірського ланцюга на заході, від річки Колумбія на півночі до гір Калапуйя. Біля річки Ампква на півдні (нині округ Дуглас в штаті Орегон).
До складу калапуйя входять вісім родинних племінних груп, що говорять в сукупності на трьох мовах орегонсько-пенутіанскої сім'ї:
- північна калапуйя,
- центральна калапуйя,
- йонкалла (також відома як південна калапуйя).

У складі племен калапуйя відомі Орегонські могавки, назва яких є оманливою, оскільки походить від назви річки Могавк (Мохок), яка, в свою чергу, отримала назву від племені могавків (Мохок), абсолютно не пов'язаних походженням із калапуйя.
Більшість нащадків калапуйя (в даний час відомо близько 4000 чоловік з таким походженням) походять від змішаних шлюбів з представниками інших племен, і проживають в резервації Гранд-Ронд в штаті Орегон.